# Achille Blondeau
Pour les articles homonymes, voir Blondeau.
 Achille Blondeau, né le 9 juillet 1925 à Auby (Nord) et mort le 21 septembre 2019 à Arès (Gironde) est un mineur, communiste et syndicaliste français. Il a été secrétaire général de la Fédération nationale des travailleurs du sous-sol CGT pendant vingt ans. Il a participé aux grandes grèves des mineurs de 1941, 1948 et 1963.

## Biographie
Fils et petit-fils de mineurs, Achille Blondeau naît à Auby en 1925. Après avoir obtenu son certificat d'études, il entre à la mine à 14 ans à la fosse Bernard de la Compagnie des mines d'Aniche, engagé comme simple galibot.
Il adhère dès 1940 aux Jeunesses communistes et mène des actions patriotiques et revendicatives pour les mineurs. Il est arrêté par la Gestapo le 19 janvier 1943 et interné au fort de  Huy en Belgique. Ramené en France et jugé à Douai, il est acquitté. Il est de nouveau arrêté et incarcéré à la prison de Loos d'où il est libéré février 1944. En avril, il s'engage dans les FTP et accompagne les troupes jusqu'à Berlin. Il refuse de prolonger son engagement dans l'armée « pour ne pas partir en Indochine » et retourne au puits Bernard.
En 1948, il participe à une grève de huit semaines menée pour protester contre une baisse des rémunérations.
Il est promu en février 1951 au secrétariat de la Fédération CGT du Sous-Sol, chargé de la jeunesse, trésorier fédéral de 1956 à 1958, puis responsable à l’organisation et à l’éducation. Il dirige les revues Le Travailleur du Sous-Sol et Droit minier. En 1960, il est élu secrétaire général de la Fédération des travailleurs du sous-sol au congrès de Pau.
Il est l'un des animateurs de la grève des mineurs lancée le 1er mars 1963 qui aboutit à une hausse des salaires. La grève de 1963 dure cinq semaines et ébranle le pouvoir gaulliste. Le mouvement obtient une augmentation des salaires de 12,5 % minimum, échelonnée jusqu'au 1er avril 1964 et la quatrième semaine de congés payés. Alors que le président de la République, Charles de Gaulle, avait répondu dès le 4 mars par un décret de réquisition, la grève générale lancée par toutes les fédérations syndicales (Confédération générale des cadres exceptée) se poursuit : 200 000 mineurs refusent de reprendre le travail et obligent le gouvernement à négocier. C'est la première fois que le pouvoir gaulliste est ainsi obligé de céder devant le mouvement social depuis 1958, favorisant ainsi d'autres luttes sociales.
Présent dans la Tour B à Argenteuil lors de son explosion qui fit vingt morts en 1971, il est hébergé par le syndicaliste CGT Louis Viannet qui habitait dans la même commune et avec lequel il se lie d'amitié.
Achille Blondeau prend sa retraite en 1980 et se consacre par la suite à l'Institut d'histoire sociale de la CGT. De 1978 à 1983, il est administrateur des Charbonnages de France.